# Agenzia Fides
Agenzia Fides (engl. Fides News Agency) je službena vatikanska novinska agencija. S radom je započela 5. lipnja 1927. kao informativni servis koji je izvještavao i promovirao misionarske aktivnosti i misije. Uspostavu agencije odobrio je i blagoslovio papa Pio XI.
Prije Drugog svjetskog rata agencijske vijesti citiralo je preko 2000 svjetskih medija. Prva izdanja pisana su na engleskom, francuskom i poljskom jeziku. 1929. agencija započinje izdavačke aktivnosti na talijanskom jeziku. Godinu dana kasnije pisanje se obavlja i na španjolskom jeziku da bi se 1932. godine uvelo pisanje na njemačkom jeziku.
Internetska stranica agencije uspostavljena je 1998. godine. Uz gore navedene jezike (izuzev poljskog jezika) internetsko izdanje uključuje kineski jezik (uveden 1998.), portugalski jezik (uveden 2002.) te arapski jezik (uveden 2008.).
Agencija posjeduje većinski digitaliziranu kolekciju fotografija s misionarskih misija čije je prikupljanje završilo 1970. godine te uključuje oko 10 000 primjeraka.